# 진창 포위전
진창 포위전(陳倉包圍戰)은 제갈량의 제2차 북벌 시도이다.
228년 석정 전투에서 오나라가 위나라를 격퇴하자, 위는 촉과 접견한 서부전선의 군대를 빼서 동부전선을 강화했다. 이에 제갈량은 재차 중원 진출을 꾀하여 북벌을 감행하나, 학소의 진창성 수비에 막혀 더 이상 진군하지 못하던 차에 보급 문제가 해결되지 못해 퇴각한다.